# Фельзингер, Норберт
Норберт Фельзингер (нем. Norbert Felsinger, родился 17 июля 1939 года) — фигурист из Австрии  серебряный и бронзовый призёр чемпионатов Европы (1960, 1959 годов), семикратный чемпион  Австрии (1954 — 1958 годов) в мужском одиночном катании.

## Биография
В 14 летнем возрасте принял участие в чемпионате Австрии и занял третье место. На Олимпиадах участвовал в возрасте 16 лет и 20 лет.

## Спортивные достижения

### Мужчины
| Соревнования/Сезоны | 1953 | 1954 | 1955 | 1956 | 1957 | 1958 | 1959 | 1960 |
| ------------------- | ---- | ---- | ---- | ---- | ---- | ---- | ---- | ---- |
| Зимние Олимпиады    |      |      |      | 7    |      |      |      | *    |
| Чемпионаты мира     |      | 9    | 7    | 8    | 6    | 13   | 9    | 4    |
| Чемпионаты Европы   |      | 6    | 4    | 6    | 5    | 5    | 3    | 2    |
| Чемпионаты Австрии  | 3    | 1    | 1    | 1    | 1    | 1    | 1    | 1    |

- * Не закончил соревнование